# Nad Tatrou sa blýska
Nad Tatrou sa blýska ("Tia chớp trên dãy Tatra") là quốc ca Slovakia, lời thơ được Janko Matúška sáng tác cuối năm 1843 trên nền nhạc bài dân ca Kopala studienku. Lời thơ mang thông điệp chống áp bức và thức tỉnh dân tộc được viết khi phong trào hồi sinh dân tộc Slovak đòi độc lập đang đến cao điểm, cùng thời với các dân tộc Slav khác phụ thuộc vào các dân tộc lớn đang khao khát quyền tự quyết dân tộc.
Bài hát được ghi nhận lần đầu năm 1844 khi nhóm sinh viên Trường Tin lành Batislava bỏ học lên đường về Levoča để phản đối việc Ľudovít Štúr bị sa thải do các hoạt động lãnh đạo phong trào dân tộc của ông. Bài hát được yêu chuộng trong Khởi nghĩa Slovakia trong những năm 1848 - 1849, lời thơ được dùng làm một phần quốc ca Tiệp Khắc năm 1918 và quốc ca Slovakia độc lập năm 1993.
Vấn đề tác giả bị tranh cãi trong nhiều thời gian cho đến năm 1967, sau khi các nhà nguyên cứu tìm thấy và công bố bài thơ được bạn học của Janko Matúška ghi lại vào sổ tay của mình từ năm 1844.

## Phong trào độc lộc dân tộc
Các tư tưởng trụ cột về tự do và bình đẳng của Phong trào Khai sáng đã thúc đẩy các dân tộc riêng lẻ phụ thuộc vào các dân tộc lớn đi tìm sự tồn tại riêng cho mình như Bạch Nga, Séc, Slovak, Ucraina, Serbia v.v. bằng nổ lực độc lập ngôn ngữ, văn hóa và chính trị.
Dân tộc Slovak trong Vương quốc Hungary khởi đầu công cuộc hình thành dân tộc Slovak hiện đại qua Phong trào Hồi sinh dân tộc Slovak từ thế kỉ 18 với hai luồn chính: bên Tin lành muốn giữ lập trường về sự thống nhất các dân tộc Slav, nhưng cánh Công giáo đứng đầu là Anton Bernolák theo xu hướng tách riêng cho dân tộc Slovak. Đến giữa thế kỉ 19, khuynh hướng độc lập dân tộc và yêu cầu quyền tự quyết của người Slovak biểu hiện mạnh mẽ trong phong trào Štúr đứng đầu là Ľudovít Štúr và ngược lại, Hungary hóa cũng đã quá mạnh, công chức và cảnh sát thẳng tay với các nổ lực độc lập của các dân tộc phụ thuộc Hungary.

## Sáng tác lời

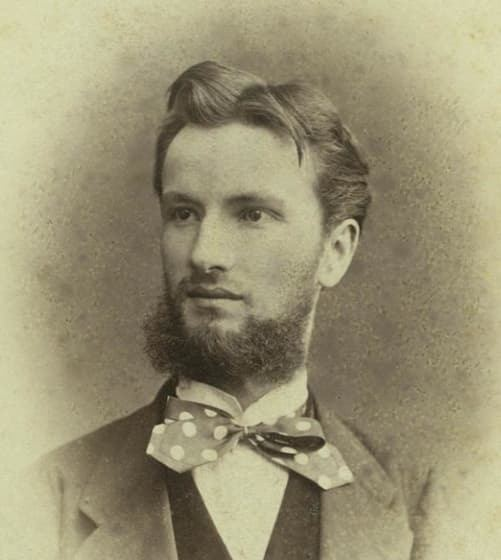
Janko Matúška

Từ năm 1839, nhà thơ trẻ Janko Matúška là thành viên Viện Ngôn ngữ và Văn học Séc-Slovak thuộc Trường Tin lành Bratislava, trung tâm hoạt động quan trọng nhất của phong trào dân tộc Slovak. Ông bắt đầu làm thơ, trong đó ông đã thể hiện rung động về nhịp điệu lấy từ các bài dân ca. Cải biên các bài dân ca vào thơ là một trong những xu hướng của nhiều nhà thơ lãng mạn Slovak thời này.
 
Trong bầu không khí sáng tạo của viện, Juraj Palkovič và Ľudovít Štúr đã thúc dục những nhà dân tộc trẻ gần gũi với dân chúng hơn, kêu gọi sinh viên từ bỏ tiếng Bernolák của Anton Bernolák, người đã có công khơi thủy các nổ lực thống nhất ngôn ngữ Slovak tản mát và chyển sang dùng tiếng Slovak chuẩn của Ľudovít Štúr.
Cuối năm 1843, giáo hội của trường dưới áp lực chính trị đã quyết định cách chức và sa thải Ľudovít Štúr, người đang thay thế các công việc của giáo sư Juraj Palkovič đã già ốm.
  Những nỗi buồn và căm giận từ sự kiện này được Janko Matúška gửi gắm vào bài thơ Ponad Tatrou blýska vào giao thừa năm 1843, mang lời kêu gọi dân tộc Slovak đứng lên chống áp bức, viết trên nền nhạc bài dân ca Kopala studienku.

Những lời thơ khuấy động đấu tranh này được các sinh viên theo phong trào Štúr hát lên lần đầu tiên khi họ chia tay nhóm bạn học rời bỏ Trường Tin lành Bratislava về Levoča để phản đối vào tháng 3 năm 1844,

 từ đó về sau nó trở thành bài hát được ưu thích nhất của thế hệ Štúr trẻ.

## Huyền thoại và lịch sử

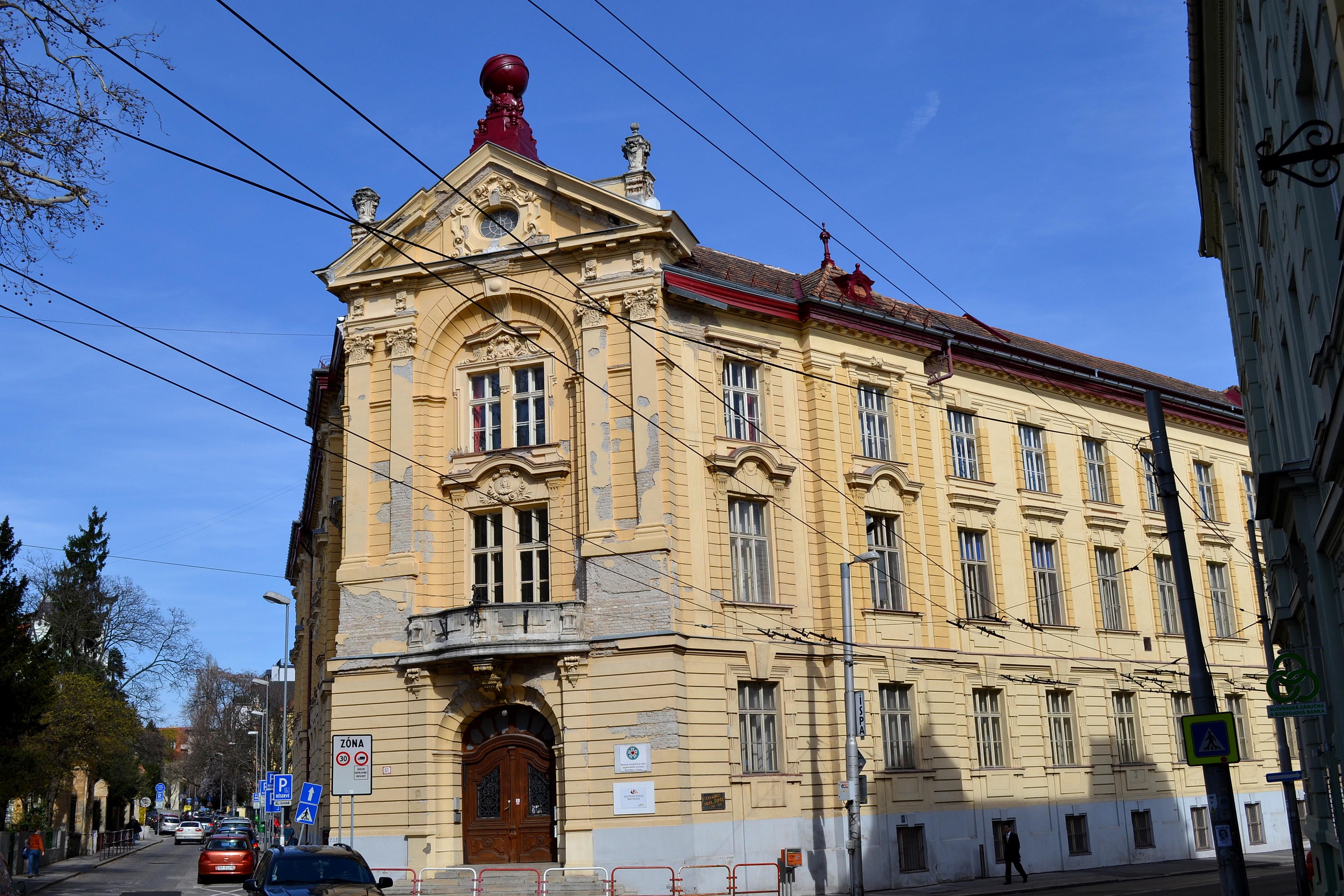
Trường Tin lành

Quốc ca là một trong các biểu tượng quan trọng của quốc gia. Các biểu tượng có thể mang nhiều câu chuyện huyền thoại cũng như những trang sử tỉnh táo.
Việc ra đời quốc ca Slovak còn có một huyền thoại
 lãng lạng và được nhiều người biết đến. Câu chuyện kể rằng, Janko Matúška cùng các bạn học với lòng căm phẫn trên đường về Levoča để biểu tình, khi nghe bài dân ca Kopala studienku ông đã ngẫu hứng viết bài thơ Nad Tatrou sa blyska trên nền nhạc của nó, sau đó những người biểu tình đã vang tiếng ca hát khi tiến vào thành phố. Câu chuyện có thể tìm thấy gián tiếp trong các quảng bá của Matica Slovenská, bao gồm các chi tiết gắn liền đến quốc ca như tên tuổi Janko Matúška, các đỉnh núi Tatra hùng vĩ, bài dân ca Kopala studienku, các sinh viên năm 1844 và ngôi làng Batizovce.

Câu chuyện này có nhiều liên hệ đến các sự kiện đến với sinh viên của Viện Ngôn ngữ và Văn học Séc-Slovak với các tuần tự thời gian khác. Đó là những cha đạo và những người giảng đạo tương lai, họ thường tụ họp sau giờ học để giải trí. Một trong những thú vui của họ là ca hát và họ chơi được nhiều nhạc cụ khác nhau. Họ lập thành các nhóm chơi đàn vi ô lông, kèn túi, đàn gita, đàn bas, sáo và cùng hát các bài hát đấu tranh dân tộc.
 Khi xảy ra sự kiện Ľudovít Štúr, nhiều sinh viên của ông quyết định bỏ trường để học tiếp nơi khác, viện tiếp tục hoạt động nhưng chỉ còn dạy kinh thánh.
Vào giao thừa 1843, nhóm 22 sinh viên đã họp nhau trong một ngôi nhà nhỏ không xa trường ở Bratislava để quyết định bỏ trường để biểu hiện thái độ phản đối, họ quyết định về Trường Tin lành ở Levoča để học tiếp. Một số trong số họ ra đi còn do lo ngại của phụ huynh từ các áp lực của chính quyền. Kế hoạch được thực hiện vào đầu tháng 3 năm 1844 khi vẫn còn tuyết lạnh, tuy nhiên, chỉ có 13 sinh viên đến Levoča và học hết khóa.
Theo tài liệu của cảnh sát còn được giữ lại về việc tìm kiếm các sinh viên thất lạc, chín sinh viên vắng mặt được ghi nhận khi nhóm sinh viên 13 người đã đến gần đích tại ngôi làng Batizovce. Việc tìm kiếm các sinh viên vắng mặt diễn ra trên những chiếc xe ngựa đường dài trong mùa đông lạnh giá giữa các ngôi làng dưới các ngọn núi Tatra hùng vĩ trên trục đường Svit – Veľký Slavkov – Poprad – Abrahámovce – Jánovce – Spišský Štvrtok – Levoča.

## Tranh cãi
Do nguyên bản của Janko Matúška không được lưu giữ, mặc dù bài hát mang phong cách quốc ca này xuất hiện từ giữa hai năm 1843 và 1844, một thời gian dài sau đó nó được sử dụng vô danh hoặc tác giả là vấn đề tranh cãi.

Bản thân Janko Matúška sau khi rời Trường Tin lành Bratislava ông tham gia khởi nghĩa Slovakia 1848 - 1849. Sau 1849, Janko Matúška ngừng xuất bản các sáng tác của mình và làm công chức nhà nước ở quê nhà Dolný Kubín. Ông không hạnh phúc với vợ, bà Žofia Veselovská xứ Námestovo, không toại nguyện với kết cục của khởi nghĩa cũng như với công việc công chức của mình, cuối cùng ông rơi vào cờ bạc và mất ở tuổi 56. 

Trong những năm Khởi nghĩa Slovak, những người tình nguyện viên thường hát bài này, từ đó nó mang tên Tình nguyện viên trong cả hai thế chiến và cả khi Tiệp Khắc ra đời năm 1918. Cuối chiến tranh thế giới thứ nhất, bài ca được hát lên trong các chiến hào và các trại tù binh nhiều hơn các bài ca mang phong cách quốc ca cùng thời như Hej Slováci (Samo Tomášik, 1834) hay Kto za pravdu horí (Karol Kuzmány, 1848). 

Bài thơ Tình nguyện viên bốn khổ không tên tác giả được in lần đầu trên tờ rơi năm 1849 tại Banská Bystrica cùng với bài thơ Do zbroja! của Karol Kuzmány.
  
Cùng năm, bài thơ với đúng nội dung như thế được phát hành ở Banská Štiavnica. Hai năm sau đó, năm 1851 Daniel Lichard phát hành bài thơ không tên tác giả trên ấn phẩm lịch Domová pokladnica của mình tại Banská Bystrica. 
Bản in cũ nhất của bài thơ Tình nguyện viên không có tên tác giả in vào năm 1851 còn giữ được đang được lưu trữ tại Thư viện Quốc gia Slovakia. Đầu thế kỉ 20, quyền tác giả vẫn còn được coi là của Karol Kuzmány.
Năm 1893, Jozef Podhradský, bạn học của Janko Matúška

 
đăng bài về Ján Kollár trên tạp chí Slovenské pohľady trong đó có đoạn ông kể ông phải chơi đàn gita khi bạn học của ông, Janko Matúška viết thơ như bài Nad Tatrou sa blýska, hromy divo bijú.

## Sổ tay Viliam Pauliny - Tóth
Mãi đến năm 1966 các nhà nguyên cứu mới nhận được di vật từ gia đình của Viliam Pauliny - Tóth, bạn học của Janko Matúška, trong đó có sổ tay ghi lại bài thơ Ponad Tatrou blýska. Trong sự kiện năm 1844, Viliam Pauliny - Tóth quyết định không về Levoča mà ở lại trường, ông đã ghi lại bài hát tiễn biệt vào sổ tay của mình để làm kỉ niệm.
Đây là phiên bản quốc ca lâu đời nhất còn được lưu trữ được ghi chép vào năm 1944 với tựa đề Prešporský Slowáci, budaucj Lewočané, có 6 khổ thơ và tên tác giả là Janko Matúška. Trong tựa đề, Viliam Pauliny - Tóth nói về những người bạn học Slovak rời bỏ thành phố Bratislava, lúc này mang tên Prešporok (Prešporský Slowáci - người Slovak ở Prešporok), và sẽ trở thành sinh viên trường Tin lành Levoča (budaucj Lewočané - người Levoča tương lai). Nhờ di vật này, Janko Matúška được khẩng định là tác giả của bài thơ sau xuất bản năm 1967 của Pavol Vongrej.

## Bài ca của các tình nguyện viên
Bốn năm sau khi Janko Matúška viết lời, khởi nghĩa vũ trang Slovakia nổ ra trong hai năm 1848 - 1849 giữa vài chục nghìn tình nguyện viên Slovak với sự ủng hộ của Đế quốc Áo chống lại Vương quốc Hungary. Bài hát Nad Tatrou sa blýska không tác giả được các tình nguyện viên yêu thích và được gọi là Tình nguyện viên. Bài thơ được in ấn lần đầu với bốn khổ thơ mang tên Tình nguyện viên, từ đó đến vài thập kỉ sau đa số đều chấp nhận rằng bài thơ chỉ có bốn khổ thơ, cho đến khi tìm thấy sổ tay của Viliam Pauliny - Tóth.

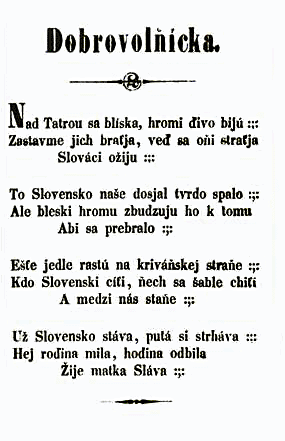
Tờ rơi in năm 1851
Tình nguyện viên

| Tình nguyện viên                                                                                    | Tạm dịch nghĩa |
| --------------------------------------------------------------------------------------------------- | --- |
| Nad Tatrou sa blýska, hromy divo bijú, zastavme ich, bratia, veď sa ony stratia, Slováci ožijú.     | Sét loé sáng trên dãy núi Tatra, sấm gầm vang điên loạn. Hỡi những người anh em, hãy chặn chúng lại, Rồi chúng sẽ mất đi, Người Slovak sẽ hồi sinh. |
| To Slovensko naše posiaľ tvrdo spalo, ale blesky hromu vzbudzujú ho k tomu, aby sa prebralo.        | Slovakia ta đây, tới giờ vẫn ngủ say. Nhưng sét và sấm kia, sẽ giục nó phải tỉnh dậy.                                                               |
| Ešte jedle rastú na krivánskej strane. Kto jak Slovák cíti, nech sa šable chytí, a medzi nás stane. | Khi bách tùng còn mọc trên sườn núi Krivaň. Ai coi mình là người Slovak, hãy nắm lấy kiếm và đến với chúng tôi.                                     |
| Už Slovensko vstáva, putá si strháva. Hej rodina milá hodina odbila, žije matka Sláva               | Slovakia ơi vùng lên, gông cùm hãy đập tan. Hỡi gia đình dấu yêu thời cơ vàng đã đến, mẹ Slav muôn năm                                              |

## Ponad Tatrou blýska trong di vật của Viliam Pauliny - Tóth
Viliam Pauliny - Tóth ghi lại bài thơ của Janko Matúška bằng ngôn ngữ Slovak trong thời kì đang được hoàn thiện, lời thơ ghi chép từ năm 1844 còn mang những dấu tích từ tiếng Séc và chính tả ngữ âm của Ľudovít Štúr. Sổ tay Viliam Pauliny - Tóth không chỉ thay đổi quan điểm về tác giả mà còn mang đến đầy đủ 6 khổ thơ của Janko Matúško. Tài liệu lâu năm nhất này đang được được lưu trữ trong kho lưu trữ văn học của Thư viện Quốc gia Slovakia tại Martin.

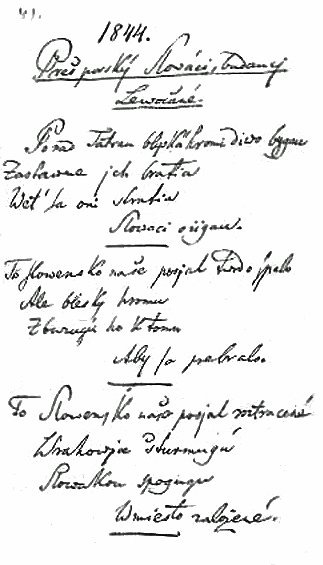
Sổ tay Viliam Pauliny - Tóth (1844)

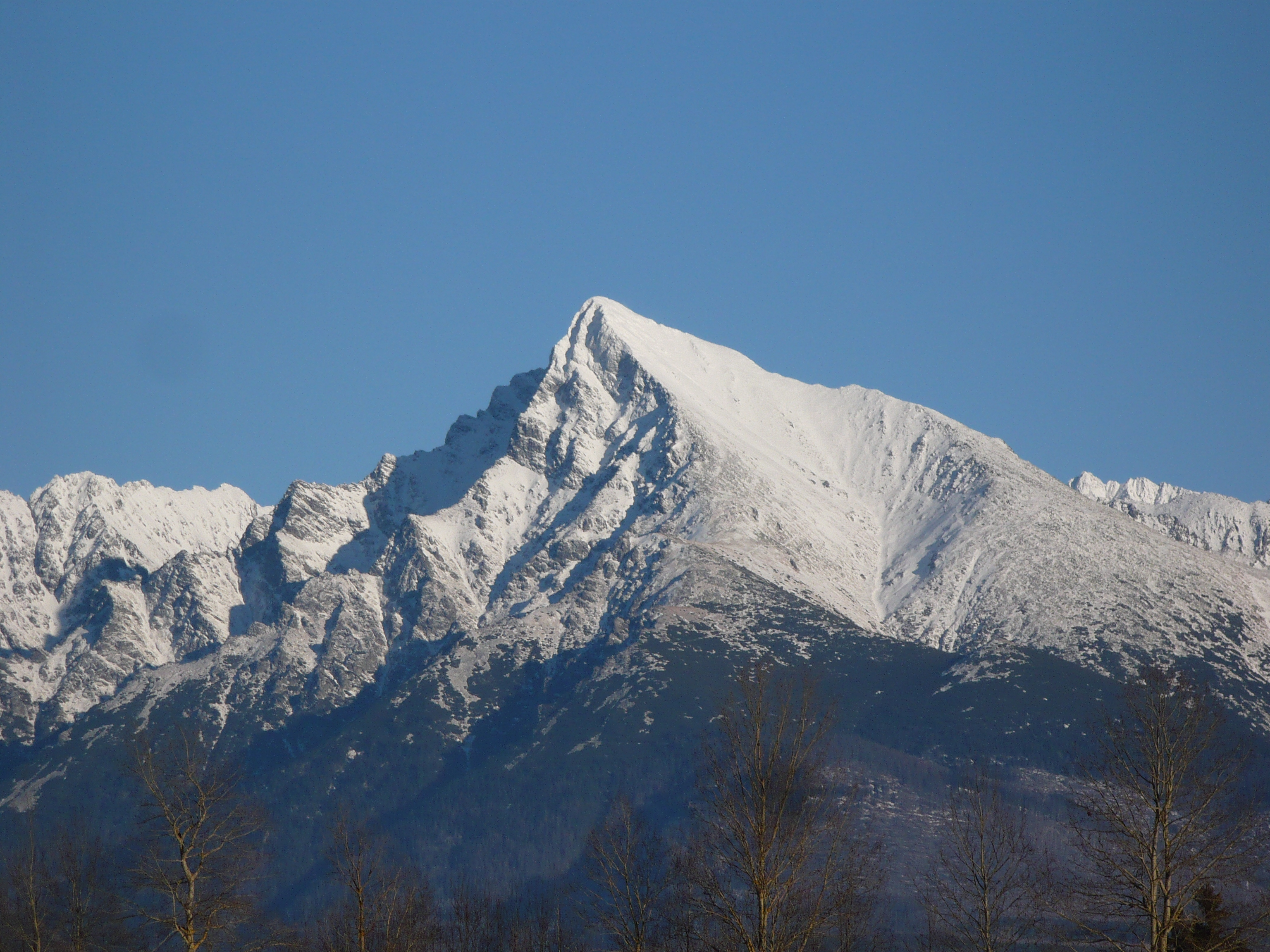
Đỉnh núi Krivan trong dãy núi Tatra

| Nguyên bản năm 1844                                                                                   | Tiếng Slovak ngày nay                                                                               | Tạm dịch nghĩa |
| --- | --------------------------------------------------------------------------------------------------- | --- |
| Ponad Tatrou blyská hromi divo byjou Zastavme ích bratia Veť sa oni stratia Slováci ožijou.           | Ponad Tarou blýska hromy divo bijú Zastavme ich bratia Veď sa ony stratia Slováci ožijú             | Sét loé sáng ngay trên dãy núi Tatra, sấm gầm vang điên loạn Những người anh em hãy chặn chúng lại Rồi chúng sẽ cút đi Người Slovak sẽ hồi sinh   |
| To Slovensko našo posial tvrdo spalo Ale blesky hromu Zbuzujú ho k tomu Aby sa prebralo.              | To Slovensko naše posiaľ tvrdo spalo Ale blesky hromu Vzbudzujú ho k tomu Aby sa prebralo           | Slovakia chúng ta đây tới giờ vẫn ngủ say. Nhưng sét và sấm kia. Sẽ giục nó Phải tỉnh dậy.                                                        |
| To Slovensko našo posial roztracené Vrahovia šturmujú Slovakou spojujú. V miesto založené.            | To Slovensko naše posiaľ roztratené Vrahovaia šturmujú Slovakov spojujú V miesto založené           | Slovakia chúng ta đây tới giờ vẫn tan tác. Những kẻ giết người đang hoành hành, Dồn ép người Slovak Vào nơi đồn ấp.                               |
| Už Slovensko stává lúžko zanechává Hoj Rodinko milá Hodina odbyla Ščasná Matka Sláva                  | Už Slovensko stáva, lôžko zanecháva Hoj Rodinka milá Hodina odbila Šťastná Matka Sláva              | Slovakia đã vùng dậy, giường nôi đã bỏ rời. Hỡi gia đình yêu dấu Thời điểm vàng đã đến Mẹ Slav Hạnh phúc                                          |
| Nech si kdo chce hvizdá nech spieva ak muože Mi sa držme spolu Spolu v tomto kolu Nik nás nepremuóže. | Nech si kto chce hvízda nech spieva Ako môže My sa držme spolu Spolu v tomto kole Nik nás nepremôže | Có ai muốn tiếng sáo cứ để họ cao tiếng hát hát cao đến hết sức Chúng ta sẽ đoàn kết Cùng nhau trong chuyến này Không ai có thể vượt qua chúng ta |
| Ešče duby rastú na Kryvanskéj strane Kto jak Slovák chodí Nech knihy zahodí A mezi nás stane.         | Ešte duby rastú na Krivánskej strane Kto ako Slovák chodí Nech knihy zahodí A medzi nás stane       | Một khi sồi còn mọc trên sườn núi Krivan Ai đứng đi như người Slovak Hãy vứt sách vào đi cùng chúng tôi                                           |

## Quốc ca Tiệp Khắc 1918
Khi Tiệp Khắc hình thành năm 1918, các cuộc tranh luận nảy lửa đã diễn ra về vấn đề quốc ca. Quốc ca có những giới hạn có nhiệm vụ thay mặt cho nhiều dân tộc trong một quốc gia mới hình thành vói nhiều dân tộc, trong đó có nhiều dân tộc lớn chiếm tỉ lệ dân số cao vào đầu thế kỉ 20 trên lãnh thỏ Séc và Slovakia trong quốc gia Tiệp Khắc như Séc, Slovak, Morava, Hung. Ngoài ra, nó còn phải đại diện cho nhiều xu hướng chính trị cùng thời. 
Về phần người Slovak, bài thơ của Janko Matúška được chọn từ các bài hát mang phong cách quốc ca: Hej, Slováci của Samo Tomášik, Kto za pravdu horí của Karol Kuzmány và Nad Tatrou sa blýska của Jank Matúška. Bên Séc chọn bài Kde domov můj. Quốc ca Tiệp Khắc ra đời không nhận được sự đồng thuận từ tất cả các bên về việc chọn bài hát, nội dung lời và hình thức, nhiều năm sau khi quốc gia hình thành nó vẫn không được ghi nhận trong bộ luật quốc gia. Đến năm 1930, hội đồng bộ trưởng quyết định về quốc ca Tiệp Khắc: khổ thơ đầu của bài thơ Nad Tatrou sa blýska tiếng Slovak đã trở thành phần hai của quốc ca song ngữ của Tiệp Khắc, trong đó phần đầu là bài Kde domov můj tiếng Séc. 

Các phản ứng của những người Slovak không đồng tình tiếp diễn sau đó, nhất là những người theo chủ nghĩa tự trị, họ vẫn hát bài Hej, Slováci hay Kto za pravdu horí thay cho quốc ca chính thức. Trong thời kì phụ thuộc Phát xít Đức, chính bài Hej, Slováci đã là quốc ca của Cộng hòa Slovakia (1939–1945).
Một chi tiết quan trọng trong phần Slovak, trong câu Zastavme sa bratia khác với nội dung thơ của Janko Matúška Zastavme ich bratia trong cả lịch sử Tiệp Khắc. Hoán đổi này nhiều khả năng đã xảy ra do sai lẫn hay do một quyết định quan liêu vào năm 1918 khi Tiệp Khắc hình thành. Câu thơ Zastavme ich bratia (Hới những người anh em hãy chặn chúng lại) bị viết lại thành một nội dung thụ động Zastavme sa bratia (Hỡi những người anh em hãy dừng lại) để giữ vần với chữ sa trong câu thứ ba.
 Câu này được hát lại đúng theo thơ của Janko Matúška trong cách mạng Nhung 1989, trước khi Slovakia tách khỏi Tiệp Khắc.

Quốc ca còn được viết bằng tiếng Đức cho người dân tộc Đức sống tại Tiệp Khắc. Giữa các năm 1918 - 1938 còn tồn tại phiên bản quốc ca Tiệp Khăc tiếng Hung nhưng chỉ lấy lời từ phần quốc ca Séc Kde domov můj, chỉ có câu cuối cùng tiếng Séc země česká, domov můj (đất nước Séc, quê hương tôi) được dịch và chuyền lời sang tiếng Hung thành Csehszlovák föld a hazám (Đất nước Tiệp Khắc, quê hương tôi).
| Quốc ca Tiệp Khắc, phần Slovakia, tiếng Slovak                                                | Tạm dịch nghĩa tiếng Việt | Quốc ca Tiệp Khắc, phần Slovakia, tiếng Đức                                                                          |
| --------------------------------------------------------------------------------------------- | --- | --- |
| Nad Tatrou sa blýska, hromy divo bijú. Zastavme sa bratia, veď sa ony stratia, Slováci ožijú. | Sét loé sáng trên Adãy núi Tatra, sấm gầm vang điên loạn. Hỡi những người anh em, hãy dừng lại, Rồi chúng sẽ cút đi, Người Slovak sẽ hồi sinh. | Ob der Tatra blitzt es,Dröhnt des Donners Krachen Doch der Stürme Wehen wird gar bald vergehen Brüder, wir erwachen! |

## Quốc ca Slovakia 1993
Nad Tatrou sa blýska là quốc ca Slovakia từ năm 1993.
Vào những ngày thâng 11 năm 1989, khi cách mạng Nhung đang diễn ra, các cuôc biểu tình đều kết thúc bằng quốc ca Slovak, khi này mọi người vẫn hát câu Zastavme sa bratia trong quốc ca Tiệp Khắc. Một lần, khi Milan Kňažko chuẩn bị bắt nhịp bài quốc ca cho người biểu tình hát, Ľubomír Feldek đứng cạnh đã khuyên ông hãy hát thành Zastavme ich (Hãy chặn chúng lại). Milan Kňažko đã hát như thế vào microfon và cả quảng trường cùng hát theo, từ đó câu thơ của Janko Matúška đã trở lại quốc ca Slovakia. Đây là thay đổi duy nhất được thực hiện giữa phần Slovak trong quốc ca Tiệp Khắc và quốc ca Slovak hiện tại. Qua thời gian, có nhiều tác giả nổ lực viết quốc ca mới nhưng không có kết quả.
| Quốc ca Slovakia | Tạm dịch nghĩa |
| --- | --- |
| Nad Tatrou sa blýska, hromy divo bijú, (x2) zastavme ich, bratia, veď sa ony stratia, Slováci ožijú. (x2 ba câu này) | Sét loé sáng trên dãy núi Tatra, sấm gầm vang điên loạn. Hỡi những người anh em, hãy chặn chúng lại, Rồi chúng sẽ cút đi, Người Slovak sẽ hồi sinh. |
| To Slovensko naše posiaľ tvrdo spalo, ale blesky hromu vzbudzujú ho k tomu, aby sa prebralo. (tương tự khổ trên)     | Slovakia ta đây, tới giờ vẫn ngủ say. Nhưng sét và sấm kia, sẽ giục nó phải tỉnh dậy.                                                               |

## Dân ca
Kopala studienku là một bài hát dân gian của Slovakia. Năm 1844, Janko Matúška đã đề nghị dùng nhạc bài dân ca Kopala studienku cho lời thơ mang chất quốc ca của mình, sau đó nó đã trở thành quốc ca chính thức của Slovakia, ban đầu như phần thứ hai trong quốc ca Tiệp Khắc năm 1818 và sau này là quốc ca Slovakia riêng biệt từ 1993.

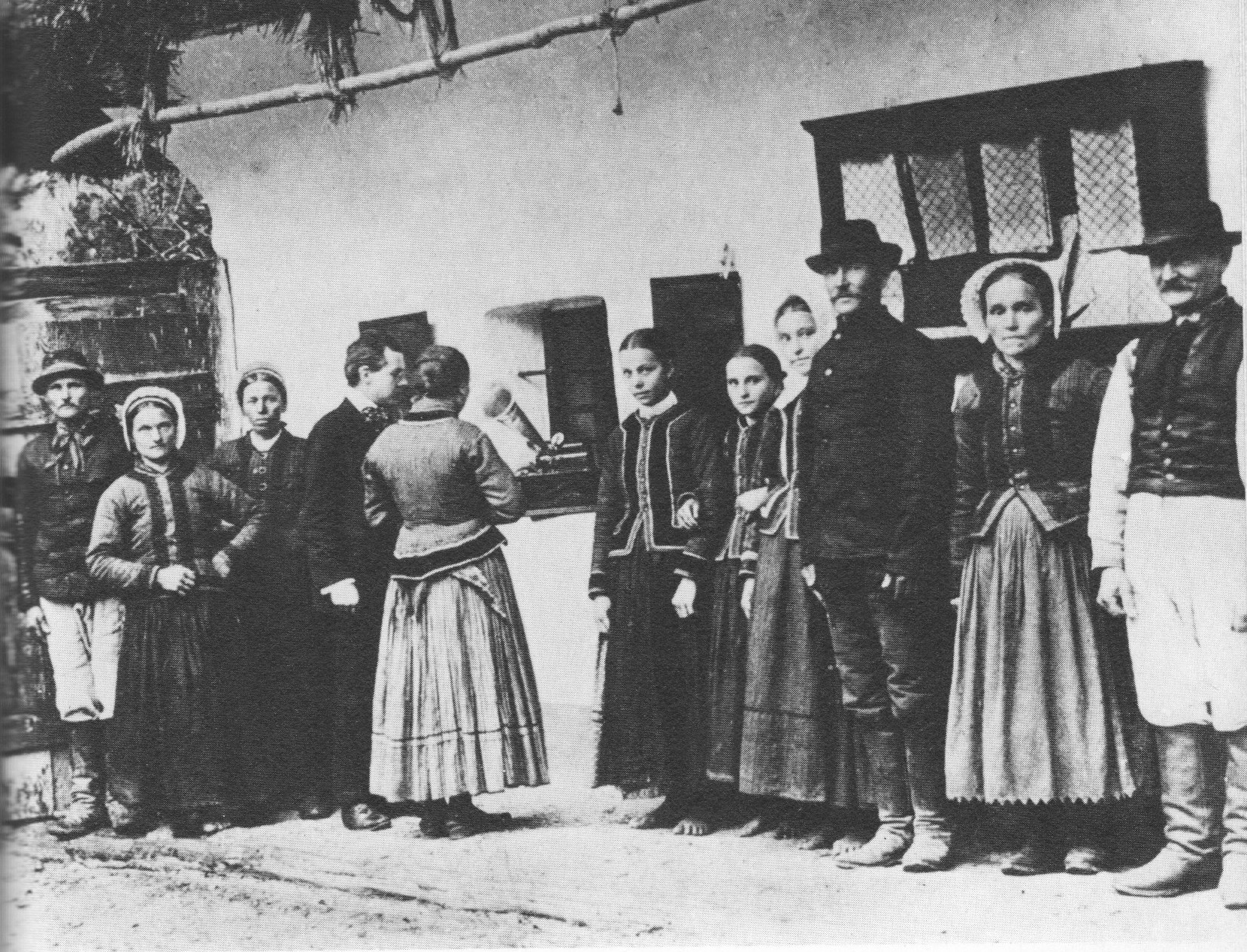
Béla Bartók đang ghi âm các bài dân ca từ nông dân Slovak bằng gramophone Slovak năm 1908

Béla Bartók sưu tầm các bài dân ca Slovak từ năm 1906. Năm 1908 trong sưu tập các bài hát dân ca, ông có ghi nhận một bài hát có lời Hungary Azt mondják, nem adnak engem galambomnak có cùng nhạc của bài Kopala studienku. Trong quyển sách Các bài dân ca Slovak ông còn ghi nhận thêm hai bài khác hơi khác về lời và nhạc.

## Giao hưởng
Bài hát được Ján Levoslav Bella hòa âm cho dàn hợp xướng nam trong B-moll năm 1864. Trong thời Tiệp Khắc, phần Slovak trong quốc ca chung qua sửa đổi của nhà soạn nhạc người Séc Václav Trojan chỉ có một đoạn trong bài thơ Nad Tatrou sa blýska của Janko Matúška.
Năm 1992, quốc ca của Slovakia độc lập được hoàn thiện và cải biên từ các phát họa của nhà soạn nhạc Alexander Moyzes cho quốc ca Slovak từ những năm 1934 - 1945 và được nhà soạn nhạch Ladislav Burlas hoàn thiện tổng thể. Bài nhạc được dàn nhạc giao hưởng Slovak thực hiện vào tháng 12 năm 1992 dưới sự chỉ đạo của nhạc trưởng Ondrej Lenárd.
Quốc ca dân tộc Slovak xuất hiện cùng thời với các dân tộc khác trong Phong trào Khai sáng. Quốc ca các dân tộc phụ thuộc như Slovak đều mang niềm khát khao thay vì biểu tượng  thực tiễn do các quốc gia này chưa tồn tại  so với quốc ca các nước lớn như Hungary với lãnh thổ tồn tại trải dài từ các cao nguyên Carpat đến sông Danube, Đức từ Maas đến Memel từ Etsch qua Balt.
Trong lời thơ của Janko Maúška, sấm dữ (Hromy divo bijú) trong câu đầu ám chỉ các thế lực thù địch mà người Slovak phải chặn lại, sét sấm (blesky hromu) trong câu thứ hai mang ý nghĩa tích cực như một cơn bão đánh thức đất nước Slovakia còn say ngủ.
Có những ý kiến cho rằng, quốc ca đã lỗi thời và không phản ánh hiện thực dân tộc ngày nay. Tuy nhiên đó cũng là tình trạng của nhiều quốc ca khác trên thế giới, nhưng ít có trường hợp quốc ca truyền thống được thay đổi ngoài trường hợp quốc ca Nga. Tuy nhiên yếu tố tinh thần bất biến trong nhạc điệu của quốc ca cũng là điều không thể bỏ qua trong mục tiêu nâng cao lòng yêu nước và khẳng định bản sắc quốc gia. 
1. ↑  
Thư viện Quốc gia Slovakia (14 tháng 10 năm 2021). “Ľudovít Štúr bojoval za učebnice pre žiakov i platy učiteľov (vn. Ľudovít Štúr đấu tranh đòi sách cho học sinh và lương cho giáo viên)”. Thư viện Quốc gia Slovakia (bằng tiếng Slovak). Truy cập ngày 1 tháng 1 năm 2022.
2. ↑  Bakoš, Mikuláš (1966). Vývin slovenského verša od školy Štúrovej.
3. 1 2 3  
Bách khoa toàn thư BELIANA, Viện Hàn lâm Khoa học Slovakia (tháng 3 năm 2017). “Katedra reči a literatúry československej(vn. Khoa Ngôn ngữ và Văn học Séc-Slovak)”. beliana.sav.sk (bằng tiếng Slovak). Truy cập ngày 1 tháng 1 năm 2022.
4. 1 2 3  
TASR (10 tháng 1 năm 2021). “Autor textu slovenskej hymny Janko Matúška sa narodil pred 200 rokmi (vn. Tác giả lời quốc ca Slovakia Janko Matúška ra đời trước 200 năm)”. kultura.pravda.sk (bằng tiếng Slovak). Truy cập ngày 1 tháng 1 năm 2022.
5. 1 2 3 4 5 6  
Thư viện Quốc gia Slovakia (ngày 13 tháng 10 năm 2021). “Nad Tatrou sa blýska je tu s nami od roku 1844 (vn. Nad Tatrou sa blýska đã đồng hành cùng chúng ra từ năm 1844)”. dikda.eu (bằng tiếng Slovak). Truy cập ngày 1 tháng 1 năm 2022.
6. 1 2  
TASR (10 tháng 1 năm 2011). “Matúška, Janko (1821 - 1877) (vn. Janko Matúška (1821 - 1877))”. ecav.sk (bằng tiếng Slovak). Truy cập ngày 1 tháng 1 năm 2022.
7. 1 2 3 4 5 6  
Peter Zajac (ngày 14 tháng 03 năm 2010). “Príbeh hymny (vn. Câu chuyện quốc ca)”. tyzden.sk (bằng tiếng Slovak). Truy cập ngày 1 tháng 1 năm 2022.
8. 1 2 3  
ČAS (13 tháng 3 năm 2014). “Ukážte, akí pravoverní Slováci ste! Ako sa správne spieva hymna? Zastavme ICH alebo Zastavme SA? (vn. Hãy xem bạn có là người Slovak chính thống! Hát quốc ca thế nào đúng? Hãy chặn chúng lại hay Hãy dừng lại?)”. cas.sk (bằng tiếng Slovak). Truy cập ngày 1 tháng 1 năm 2022.
9. ↑  
Ľudmila Hrehorčáková (9 tháng 7 năm 2015). “Načieranie z podtatranských studníc(vn. Lấy nguồn từ những giếng nước dưới dãy núi Tatra)”. matica.sk (bằng tiếng Slovak). Truy cập ngày 1 tháng 1 năm 2022.
10. 1 2  
Jozef Podhradský (1893). “Zo Života Jána Kollára (vn. Chuyện đời Ján Kollár)”. Slovenské pohľady (bằng tiếng Slovak). Truy cập ngày 1 tháng 1 năm 2022.
11. ↑  
Jozef Banáš (25 tháng 9 năm 2015). “Dementi – ďalší vydarený úryvok z novinky(vn. Lũ mất trí - một dẫn trích hay từ báo chí)”. jozefbanas.sk (bằng tiếng Slovak). Truy cập ngày 1 tháng 1 năm 2022.
12. ↑  Cornis-Pope, Marcel; John Neubauer (2004). History of the Literary Cultures of East-Central Europe: Junctures and Disjunctures in the 19th and 20th Centuries.
13. ↑  
DANIEL HEVIER ML. (5 tháng 3 năm 2019). “Slovenská hymna má 175 rokov. Nadšenie jej tvorcu vystriedalo sklamanie a skončil pri hazarde (vn. Quốc ca Slovakia đã 175 năm tuổi. Nhiệt tình của tác giả bị thất vọng đánh đuổi và cuối cùng rơi vào cờ bạc.)”. hnonline.sk (bằng tiếng Slovak). Truy cập ngày 1 tháng 1 năm 2022.
14. ↑  Sloboda, Ján (1971). Slovenská jar: slovenské povstanie 1848-49.
15. 1 2 3 4 5  
Lucia Čížová (28 tháng 2 năm 2014). “Janko Matúška nám predpísal hrdosť (vn. Janko Matúška định danh niềm tự hào cho chúng ta.)”. hnonline.sk (bằng tiếng Slovak). Truy cập ngày 1 tháng 1 năm 2022.
16. ↑  Brtáň, Rudo (1971). Postavy slovenskej literatúry.
17. ↑  Buchta, Vladimír (1983). “Jozef Podhradský - autor prvého pravoslávneho katechizmu pre Čechov a Slovákov”. Pravoslavný teologický sborník (10).
18. ↑  Brtáň, Rudo (1971). “Vznik piesne Nad Tatrou sa blýska”. Slovenské pohľady.
19. ↑  
GABRIELA PASTVOVÁ (30 tháng 12 năm 2016). “NAD TATROU SA BLÝSKA (vn. NAD TATROU SA BLÝSKA)”. extraplus (bằng tiếng Slovak). Truy cập ngày 1 tháng 1 năm 2022.
20. 1 2 3  
stl (28 tháng 2 năm 2014). “Nová hymna? Takto to vidia slovenskí autori (vn. Quốc ca mới? Các tác giả Slovak nghĩ gì)”. Hnonline (bằng tiếng Slovak). Truy cập ngày 1 tháng 1 năm 2022.
21. ↑  National Council of the Slovak Republic (1 tháng 9 năm 1992). “Law 460/1992, Zbierka zákonov. Paragraph 4, Article 9, Chapter 1, Constitution of the Slovak Republic”. Chú thích journal cần |journal= (trợ giúp)
22. ↑  National Council of the Slovak Republic (18 tháng 2 năm 1993). “Law 63/1993, Zbierka zákonov. Section 1, Paragraph 13, Part 18, Law on National Symbols of the Slovak Republic and their Use”. Chú thích journal cần |journal= (trợ giúp)
23. ↑  
V. Benko (16 tháng 12 năm 1992). “Rok 1992: Nahráva sa nová hymna Slovenskej republiky (vn. Năm 1992:Quốc ca Cộng hòa Slovakia được ghi âm mới)”. vtedy.sk, TASR (bằng tiếng Slovak). Truy cập ngày 1 tháng 1 năm 2022.